# 김경신 (조선)
김경신(金敬信)은 항왜 출신 김충선의 아들이다. 본관은 김해이다.
아버지와 함께 병자호란에 나가 공을 세웠다. 공조참판(工曹參判)에 추증되었다.
그에게는 한 명의 형과, 세 명의 동생이 있었는데, 모두 벼슬에 올라 가문을 크게 일으켰다.

## 같이 보기
- 김충선
- 김성인
- 김여삼